# Bataille de Kisangani (1997)
Vous lisez un « bon article » labellisé en 2019.
Pour les articles homonymes, voir Bataille de Kisangani (homonymie).
Première guerre du Congo
La bataille de Kisangani se déroule en mars 1997 pendant la première guerre du Congo. Les rebelles de l'Alliance des forces démocratiques pour la libération du Congo (AFDL), soutenus par le Front patriotique rwandais, prennent la ville défendue par les forces armées zaïroises (FAZ), fidèles au président Mobutu Sese Seko.
Avant la bataille même, l'aviation, les mercenaires serbes et les miliciens rwandais hutu ne suffisent pas à combler le manque de combativité des FAZ. Après quelques timides offensives zaïroises en janvier 1997, les rebelles commandés par James Kabarebe arrivent aux alentours de la ville de Kisangani. Entre le 1er et le 10 mars, la progression de l'AFDL est bloquée, les deux camps subissant des pertes. Le 14, l'assaut général des rebelles met en fuite les cadres et les soldats mobutistes, ces derniers pillant la région au fur et à mesure de leur repli. Plusieurs centaines de réfugiés rwandais hutu sont tués par les rebelles au cours des semaines qui suivent.
La bataille marque la défaite inéluctable des FAZ face aux troupes de Laurent Désiré Kabila, qui prend Kinshasa en mai 1997.

## Situation

Carte du Zaïre en janvier 1997. Les villes de l'est sont contrôlées par l'AFDL, tandis que l'armée zaïroise prévoit de lancer une offensive depuis Kisangani et Kindu.

Kisangani, dans l'est du Zaïre, est la troisième ville du pays par le nombre d'habitants. Depuis octobre 1996 et la prise de Bukavu, les rebelles, initialement des Banyamulenge soutenus par des soldats rwandais, progressent depuis la région des Grands Lacs. Kisangani est le verrou vers l'ouest du Zaïre et la capitale Kinshasa. Après avoir pris le contrôle économique d'une partie du Zaïre, les troupes rwandaises ont alors pour but de poursuivre les Hutus liés au génocide des Tutsi au Rwanda et réfugiés au Zaïre. De leur côté, les FAZ prévoient à partir de novembre 1996 de lancer une offensive depuis la ville et Kindu — au sud de Kisangani — afin de reprendre l'est du pays.

### Forces zaïroises

Un des avions d'attaque J-21 Jastreb pilotés par les mercenaires serbes.

Kisangani est, début 1997, le quartier général des FAZ dirigées par le général Mahele Lieko Bokungu dans leur combat contre les rebelles. Les unités des FAZ dans la ville sont issues des restes de la 31e brigade parachutiste, de deux bataillons de la 41e brigade, d'unités de la garde civile encadrée par plusieurs unités du service d'action et de renseignement militaire, ainsi que du 48e bataillon indépendant. Le tout regroupe, en janvier 1997, 3 000 à 4 000 hommes, déployés pour « la grande offensive foudroyante », selon les annonces zaïroises.
Les Zaïrois sont renforcés par 6 000 Rwandais hutus Interahamwe ou anciens des forces armées rwandaises (FAR), réfugiés au Zaïre après le génocide rwandais, ainsi que par des combattants angolais de l'UNITA. À Wania Rukula, à 64 kilomètres de Kisangani, des soldats de la division spéciale présidentielle (DSP) distribuent ainsi des armes à un millier de réfugiés hutus qui viennent d'arriver.
Des mercenaires serbes de Bosnie, commandés par le colonel Dominic Yugo (sr) ont été recrutés pour renforcer les FAZ, au sein d'une unité surnommée la légion blanche. Ils disposent notamment de trois hélicoptères Mi-24 opérationnels et de trois avions d'attaque J-21 Jastreb et forment également une compagnie d'infanterie.
Toutefois, les Zaïrois sont démoralisés et seuls les combattants des ex-FAR sont prêts à se battre. Les mercenaires serbes, après avoir perdu trois des leurs lors d'une reconnaissance, perdent beaucoup de leur motivation et se font surtout remarquer par leurs exactions contre les civils,. De même, la défense repose sur le minage du terrain, ce qui la rend peu adaptable face aux manœuvres des Rwando-Congolais.

### Rebelles
Les forces de Kabila, dirigées par le général rwandais James Kabarebe, forment un ensemble d'environ 6 000 hommes.
Les rebelles de l'AFDL sont soutenus par les militaires de l'armée patriotique rwandaise (APR). La présence d'officiers de l'armée ougandaise (Uganda People's Defence Force - UPDF) est moins sûre. Commandés par Stany Kalala et Gaston Munyangu, 500 à 2 000 Tigres katangais incorporés au 24e régiment de l'armée angolaise rejoignent également les troupes rebelles, apportant aux forces de l'AFDL/APR leur artillerie lourde, leurs orgues de Staline et leurs blindés. Les rebelles recrutent également un grand nombre de combattants locaux, dont de nombreux enfants-soldats, les kadogos.

## Siège de la ville
Face à l'avancée des troupes de Kabila dans l'Est du Zaïre, les FAZ lancent début 1997 deux contre-attaques depuis Kisangani vers Bafwasende et vers Walikale, avec des forces de l'ordre du bataillon (500 à 700 hommes). Elles sont repoussées entre le 20 et le 25 janvier 1997.
Les 2 000 soldats des FAZ en garnison à Kindu désertent la ville après l'avoir pillée, seuls quelques soldats des ex-FAR restant pour la défendre. La ville est prise entre le 27 février, et le 2 mars, après quelques combats sporadiques.

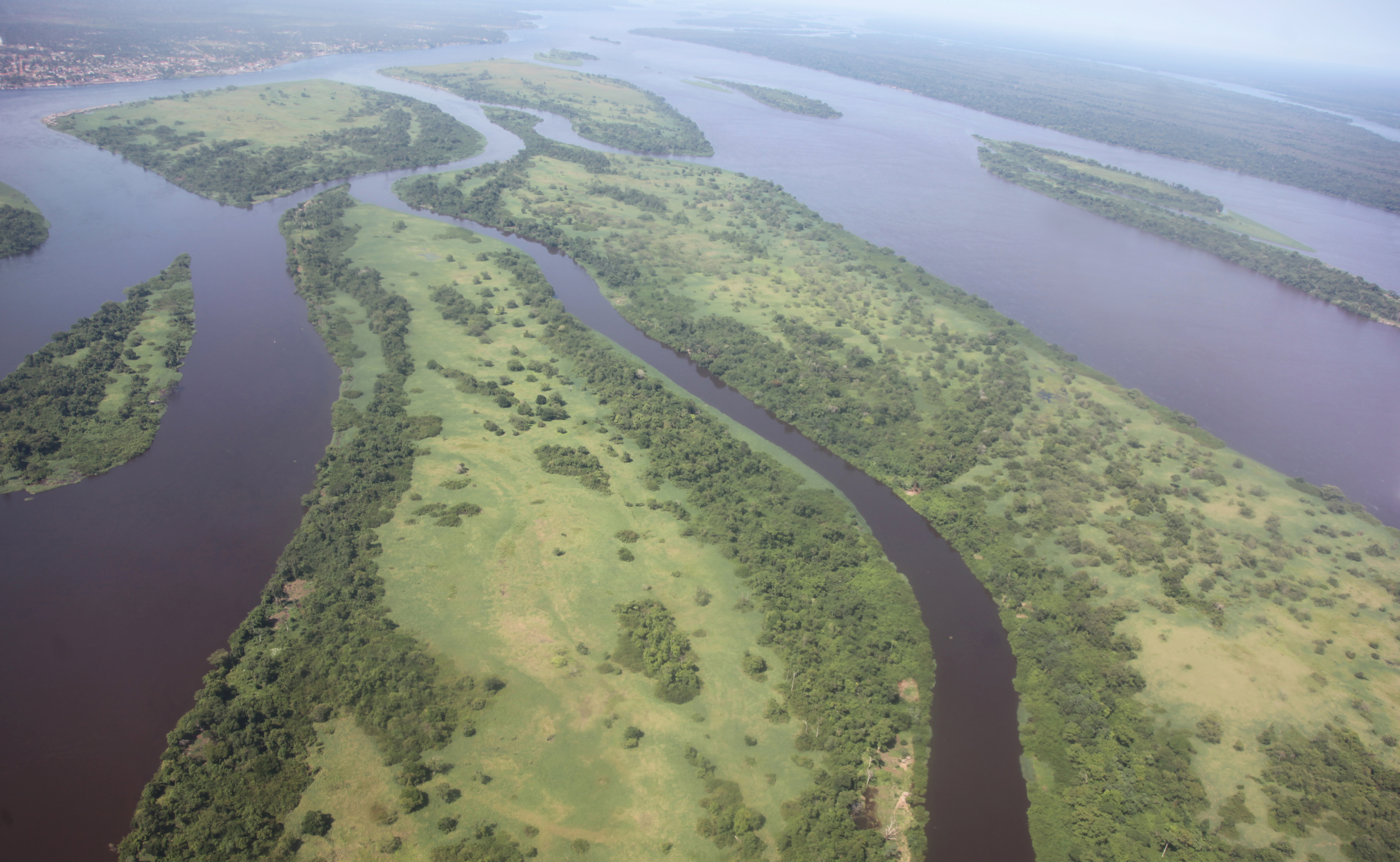
Vue aérienne du fleuve Congo près de Kisangani. Le cours d'eau sera utilisé comme ligne de défense naturelle par les Zaïrois.

Kisangani est encerclée pendant plusieurs semaines, la ligne de front formant un arc de cercle autour de la ville. Du côté des FAZ, les miliciens rwandais hutus sont les seuls à vraiment combattre et près de 500 d'entre eux perdent la vie dans les combats qui précèdent l'assaut final. Les rebelles ne parviennent pas à franchir le fleuve Congo, bloqués par les tirs efficaces des mercenaires. Selon une interview de James Karabe parue après sa rupture avec Kabila, le chef de l'AFDL aurait proposé que les rebelles se cachent en haut des arbres pour effrayer les mercenaires. Une autre légende sur les combats serait que les Tigres katangais auraient cherché à traverser la rivière protégés par un rituel magique et auraient subi de très lourdes pertes.
Le 10 mars, le 48e bataillon tend une embuscade réussie aux forces de l'AFDL/APR sur la route de Bafwasende. Les mercenaires lancent un assaut frontal qui fait reculer de 5 km les rebelles.
Bien que la prise de la ville par les rebelles soit attendue, le 12 mars le premier ministre Kengo wa Dondo dément toujours les informations selon lesquelles la ville est proche de la chute.

## Assaut et prise de la ville
Le 13 mars, les troupes des FAZ/ex-FAR en position à Babagulu, 48 km à l'est de la ville, sont défaites après avoir été encerclées par les rebelles guidés par la population,. Le 14 en fin d'après-midi, les rebelles lancent leur attaque finale, précédés par les blindés angolais des Katangais. La 31e brigade reflue en déroute vers l’aéroport de Kisangani-Bangoka,. Les mercenaires serbes ouvrent le feu sur les soldats zaïrois qui cherchent à s'enfuir dans les avions et hélicoptères stationnés à l'aéroport. Les soldats de la 31e brigade auraient, selon certaines déclarations officielles zaïroises, changé de camp, ce que les rebelles démentent.
Les généraux zaïrois quittent la ville dès le 14, tandis que les soldats pillent la ville le 14 et le 15 au matin avant de s'enfuir. Les mercenaires fuient le Zaïre après avoir quitté l’aéroport le 14. Les rebelles attendent plusieurs heures avant d'investir la ville, laissant aux soldats le temps de s'enfuir. Des milliers de personnes, prises de panique, tentent de traverser le fleuve Congo mais l'entrée des Rwandais est globalement saluée par les habitants,.
Le 15 au matin, un avion Transall militaire français se pose sur l'ancien aéroport de la ville afin d'évacuer les expatriés toujours présents dans la ville.
Le 15 en milieu d'après-midi, Mobutu reconnaît officiellement la chute de la ville.
Selon Joseph Kabila, fils de Laurent Désiré Kabila et commandant sur le terrain, 260 soldats des FAZ se sont rendus face aux rebelles, tandis que seulement deux combattants rebelles auraient été tués.

## Conséquences

Bannière déployée par des habitants de la ville le 18 3 1997-.

Le départ des mobutistes est vu comme une libération par les habitants de la ville, marquée par le souvenir de Patrice Lumumba, père de l'indépendance congolaise arrêté par Mobutu et assassiné en 1960. Ils reprennent le cri « Uhuru », liberté en Swahili. Arrivé le 21 mars 1997 sur l'aéroport de la ville, Kabila est acclamé par la population.

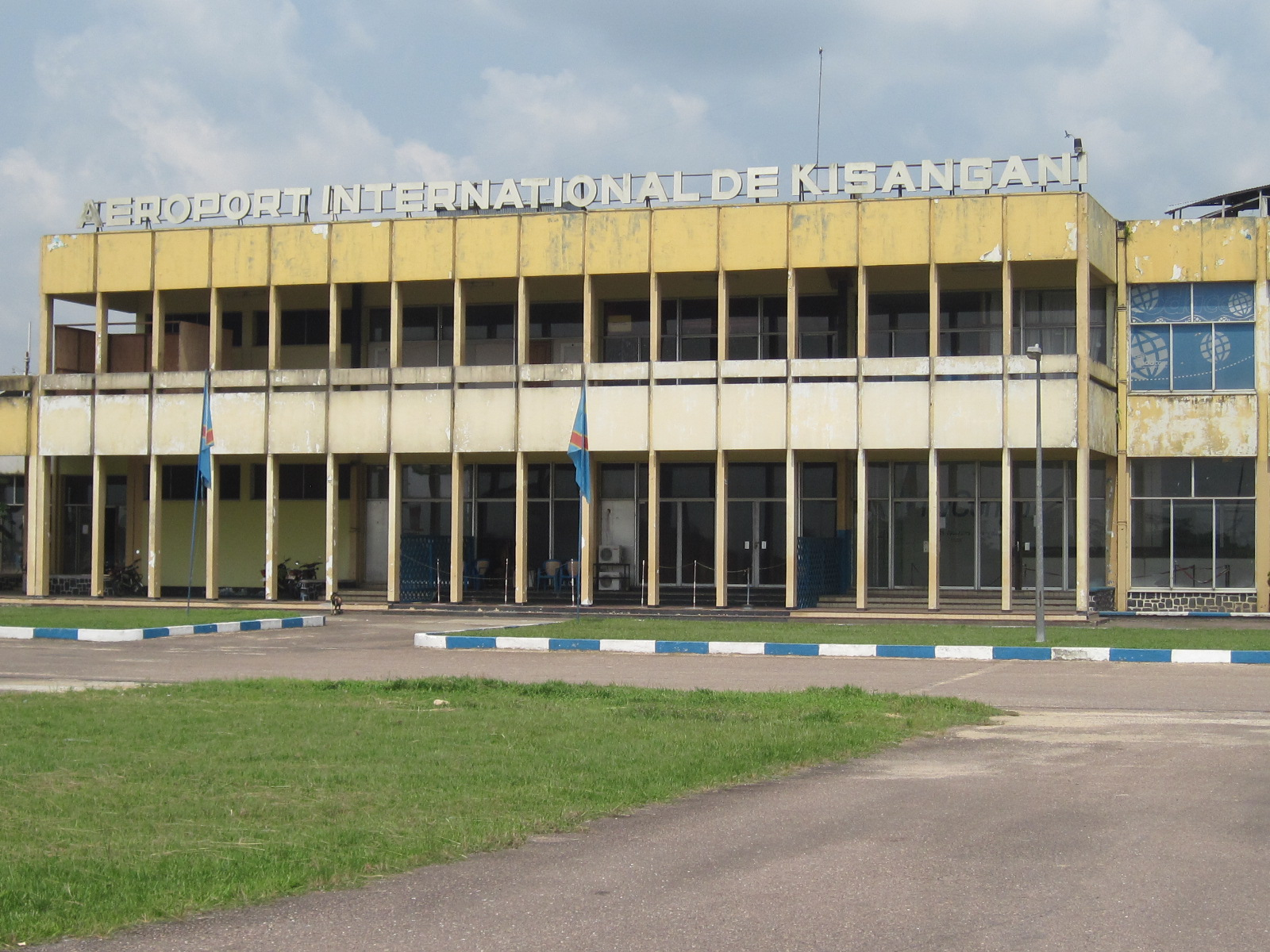
L'aéroport de Bangoka, ici en 2017, est utilisé pour le ravitaillement des offensives rwando-congolaises après la bataille.

Kisangani, à l'est, est la première grande ville à tomber aux mains des forces rebelles. L'implication de soldats rwandais et angolais équipés de moyens lourds marque le passage d'une insurrection locale à un conflit régional. Le contrôle de l'aéroport de Bangoka ainsi que de l'aéroport de Simisini facilite le ravitaillement des armées étrangères. De son côté, l'état-major zaïrois doit admettre l'échec de sa contre-offensive, perdant de nombreux stocks de matériel militaire. Le mythe de l'invincibilité militaire européenne en Afrique est battu en brèche : le coûteux recrutement de mercenaires étrangers s'est révélé inefficace.
La bataille est un tournant du conflit zaïrois. La chute de la ville affaiblit la position de Mobutu face à Kabila. Ce dernier est vu comme incontournable dans la résolution du conflit au Congo. Une délégation de l'AFDL est invitée au sommet de l'organisation de l'unité africaine à Lomé le 22 mars 1997. Alors que Mobutu a précédemment refusé d'échanger avec Kabila, il appelle aux négociations. Le Premier ministre Kengo wa Dondo est destitué par le parlement zaïrois le 18 mars après la chute de la ville. Sous la pression des Français et des Américains, Mobutu fait appel à son opposant de toujours, Étienne Tshisekedi, pour prendre la tête d'un gouvernement d'union nationale qui exclut les mobutistes. En position de force, Kabila s'oppose à tout cessez-le-feu sans départ de Mobutu et refuse d'intégrer ce gouvernement. La prise de Kisangani est bientôt suivie de celle de Lubumbashi, au Katanga, autorisant ainsi la poussée finale de l'AFDL vers Kinshasa et l'effondrement du régime mobutiste qui a régné sans partage sur le pays depuis plus de trente ans. 
À Wane-Rugula (rive est du Zaïre), au moins 470 Hutus sont tués par des combattants rebelles le 14 mars à 20 h. Quelques dizaines de réfugiés sont massacrés par les rebelles lorsqu'ils pénètrent dans Kisangani. Les réfugiés de Wane-Rugula fuient et traversent le Zaïre par le territoire d'Ubundu (au sud de Kisangani). Une partie, notamment les ex-FAR, part vers la province de l'Équateur tandis que les autres cherchent à rejoindre la sécurité de Kisangani. L'AFDL/APR bloque leur progression vers Kisangani et les réfugiés s'installent entre Kisangani et Ubundu. Les deux camps de Kaese I et II regroupent 50 000 personnes, tandis que 30 000 réfugiés rejoignent celui de Biaro. L'accès est rendu très difficile pour les organisations humanitaires et, en avril, une centaine de personnes meurent chaque jour à cause des mauvaises conditions de vie. Plusieurs centaines de réfugiés sont massacrés par la population locale et l'AFDL/APR au cours des mois qui suivent.

Mouvement des réfugiés rwandais et massacres successifs.
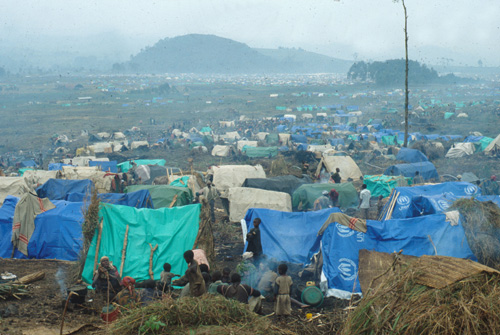
Camp de réfugiés rwandais dans l'est du Zaïre en 1994.